# Piansee
Der Piansee ist ein kleiner natürlicher See im Naturraum des Neustrelitzer Kleinseenlandes und im Naturpark Uckermärkische Seen im Landkreis Oberhavel (Brandenburg). Er liegt auf der Gemarkung von Himmelpfort, einem Ortsteil der Stadt Fürstenberg/Havel.

## Geographische Lage und Hydrographie
Der Piansee gehört zu einer kleinen Gruppe von Seen um das ehemalige Kloster Himmelpfort; dazu zählen Stolpsee, Sidowsee, Moderfitzsee, Haussee und Piansee sowie der sehr kleine Moddersee. Der Piansee ist der nördlichste dieser kleinen Seengruppe und liegt mit seinem Zentrum etwa 6 km Luftlinie östlich der Kernstadt Fürstenberg/Havel. Er hat eine Fläche von ca. 35 ha und ist max. 5 m tief.

## Geschichte
Der See wird bereits 1299 erstmals urkundlich genannt (als „stagnum Pyan“); er gehörte zur Erstausstattung des Klosters Himmelpfort. Das Kloster erhielt vom brandenburgischen Markgrafen das alleinige Nutzungsrecht. Der Name ist abgeleitet von einer altpolabischen Grundform *Pijan- zu *pijan- = betrunken. Nach Reinhard E. Fischer ist das Motiv für diese Namensgebung, etwa Form oder Eigenschaft nicht zu ermitteln. Einige russische Flüsse tragen aufgrund ihres gewundenen Laufes diesen Namen. Dies trifft aber hier nicht zu.

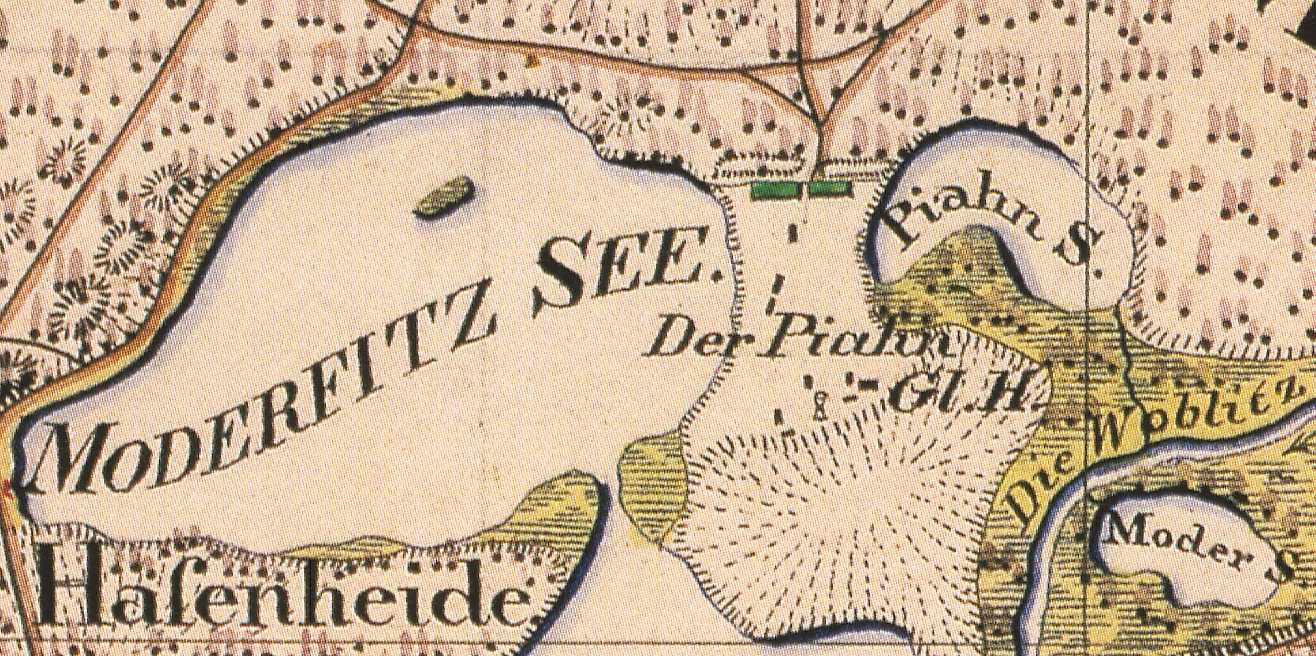
Moderfitzsee, Piansee und Pian auf dem Urmesstischblatt von 1825. Gl.H. = Glashütte

1819/21 wurde zwischen Piansee und Moderfitzsee eine Glashütte und Arbeiterwohnungen („Etablissement“) angelegt. Für 1860 werden bereits 12 Wohn- und 20 Wirtschaftsgebäude genannt. Die Siedlung wurde nach dem See Pian genannt. Sie ist heute ein Wohnplatz der Stadt Fürstenberg/Havel auf der Gemarkung des Ortsteils Himmelpfort.

## Belege
1. ↑  Gewässersteckbrief Piansee auf anglermap.de
2. ↑  Adolph Friedrich Johann Riedel: Codex Diplomaticus Brandenburgensis A. Erster Haupttheil oder Urkundensammlung zur Geschichte der geistlichen Stiftungen, der adlichen Familien, so wie der Städte und Burgen der Mark Brandenburg, XIII. Band, Die Uckermark: Lychen, Zehdenik, Templin, Angermünde, Kloster Chorin; Uckermärkische Urkunden. Berlin, Reimer 1857 Online bei Google Books (S. 8, Stiftungsurkunde des Klosters Himmelpfort)
3. ↑  Reinhard E. Fischer (Mitautoren: Elzbieta Foster, Klaus Müller, Gerhard Schlimpert, Sophie Wauer, Cornelia Willich): Brandenburgisches Namenbuch. Teil 10: Die Gewässernamen Brandenburgs. Böhlau, Weimar 1996, ISBN 3-7400-1001-0, S. 207
4. ↑  Lieselott Enders: Historisches Ortslexikon für Brandenburg, Teil VIII, Uckermark. Weimar 1986, ISBN 3-7400-0042-2